# Drollerie-Polka
Die Drollerie-Polka ist eine Polka von Johann Strauss Sohn (op. 231). Das Werk wurde entweder im Sommer 1859 in Pawlowsk in Russland oder im Fasching 1860 in Wien erstmals aufgeführt.

## Einzelnachweis
1. ↑  Quelle: Englische Version des Booklets (Seite 73) in der 52 CDs umfassenden Gesamtausgabe der Orchesterwerke von Johann Strauß (Sohn), Hrsg. Naxos (Label). Das Werk ist als zweiter Titel auf der 27. CD zu hören.